# Пинхасов, Игорь
Игорь Пинхасов (30 декабря 1959, Ашхабад) — композитор, аранжировщик, педагог. Член Союза композиторов и бастакоров Узбекистана, автор симфонических, вокальных, вокально-симфонических и камерно-инструментальных сочинений, музыки для театра, кино, мультипликационных фильмов.

## Биография
Родился 30 декабря 1959 года в Ашхабаде. С 7 лет начал сочинять музыку.
В 1977 году начал обучение в музыкальном училище при Московской Государственной консерватории им. Чайковского. С 1979 по 1984 год учился в Московской Государственной консерватории им. Чайковского в классе Народного артиста РСФСР профессора Лемана А. С. по специальности «композиция» и Народного артиста СССР Ракова Н. П. по предмету «инструментовка».
В 1988 году окончил ассистентуру-стажировку Московской Государственной консерватории им. Чайковского.
В 1988-1996 годах — преподаватель Туркменской национальной консерватории.
В 1985-1991 годах являлся членом Союза композиторов СССР.
С 1991 г. — член Союза композиторов и бастакоров Узбекистана. Архивная копия от 18 июля 2020 на Wayback Machine
В 1996-2007 — преподаватель Республиканского эстрадно-циркового колледжа им. Карим Зарипова в Ташкенте Архивная копия от 2 ноября 2020 на Wayback Machine.
В 2007-2010 годах — преподаватель Республиканского музыкального колледжа им. Хамзы.
С 2010 г. — преподаватель РСМАЛ им. В. А. Успенского. Архивная копия от 19 июля 2020 на Wayback Machine

## Творчество
Является автором 3 симфоний, камерных произведений, которые нередко исполняются на концертах и включаются в конкурсные программы. Произведения также исполнялись Московским Государственным симфоническим оркестром под управлением Народной артистки СССР, Лауреата Государственной премии РСФСР им. Глинки Дударовой В. Б. и Народного артиста Российской Федерации Скрипки С. И. Его творчеству свойственны драматизм, романтическая образность и яркое мелодическое начало.
В 2015 году компанией EmuBands Архивная копия от 19 июля 2020 на Wayback Machine был выпущен альбом электронной музыки «Igor Pinkhas. Time Helix», где собраны композиции в стилях electronicmusic, artrock, progressiverock и worldmusic. В альбоме использованы такие узбекские народные инструменты, как танбур, уд, дойра и т. д.
Большое место в творчестве занимает киномузыка. Является автором музыки более чем к 30 художественным, документальным и мультипликационным фильмам.

## Педагогическая деятельность
Ведет активную педагогическую и просветительскую деятельность. За годы работы был выпущен ряд учеников, продолжающих его дело. Среди них лауреаты международных конкурсов, студенты и магистранты Государственной консерватории Узбекистана, Российской академии музыки им. Гнесиных, Санкт-Петербургского Государственного института кино и телевидения.
Регулярно проводит мастер-классы, творческие встречи. В течение 2012-2013 годов с разницей в 2 месяца было проведено 4 мастер-класса, объединенных общей тематикой — "Применение современных компьютерных технологий в предметах «композиция» и «аранжировка».

## Конкурсы и фестивали
- Фестиваль молодых композиторов Средней Азии и Казахстана (1988, Киргизская ССР, Бишкек)
- International Contemporary Music Festival (1990, США)
- Участник проекта Omnibus Laboratorium (2006, 2007, 2008, Узбекистан)[7]
- IV Международный кинофестиваль «Отцы и дети» (2018, Россия)[8]
- V Международный фестиваль симфонической музыки Архивная копия от 17 июля 2020 на Wayback Machine (2018, Узбекистан)
- 14th Annual New Music Festival (2020, Университет Линн Архивная копия от 17 июля 2020 на Wayback Machine, Флорида, США)

## Произведения

#### Оркестровые сочинения
- Симфония-дастан (1984)
- Концертино для саксофона, синтезатора и симфонического оркестра (1987)
- Симфония № 2 (1990)
- Концертино для саксофона, синтезатора и симфонического оркестра (2-я ред., 2005)
- «Dramatica, или Музыка к неснятому кино» для камерного оркестра (2018)
- Симфония № 3 (2020)
- Концертино для фортепиано с оркестром «В романтических тонах» (2020)

#### Камерно-инструментальные сочинения
- «Туркменские картинки» для фортепиано (1982)
- Сонатина для скрипки и фортепиано (1983)
- Пассакалья и фуга для струнных (1984)
- Соната для скрипки и фортепиано (1985)
- Поэма-медитация для виолончели и фортепиано (1985)
- «Остинато» для фортепиано (1988)
- «В погоне за временем» для фортепиано (2018)
- «Dramatica, или Музыка к неснятому кино» для 2-х скрипок, альта, виолончели и фортепиано (2019)
- «Виртуальные странствия» для флейты, скрипки, альта и виолончели (2019)
- «Flashback» для скрипки, виолончели и фортепиано (2019)

#### Вокальные сочинения
- Кантата «Памяти павших» для хора, солистов и оркестра (1985)
- Свыше 50 песен эстрадного жанра

#### Музыка для театра
- «Шехерезада» (1988)
- «Принцесса Турандот» (1989)

#### Музыка для кино
- «Карма» («Такдыр», 1993, Туркменистан)
- «Поворот» («Оврум», 1995, Туркменистан)
- «Аромат желаний» («Ham hyyal», 1996, Туркменистан)
- «Раскаяние» (1996, Туркменистан)
- «Друзья» («Ульфатлар», 2005, Узбекистан)
- «Счастье Батыра» (2006, Узбекистан, анимационный)
- «Честь» («Номус», 2006, Узбекистан)
- «Друзья-2» («Ульфатлар-2», 2008, Узбекистан)
- «Гостиница» («Мехмонхона», 2015, Узбекистан)
- «Грустные мечты» («Аламли орзулар», 2016, Узбекистан)
- «96 часов» («96 соат», 2017, Узбекистан)
- «Гостиница-2» («Мехмонхона-2», 2018, Узбекистан)
- «Ключ к бессмертию» («Мангулик калти», 2018, Узбекистан, документальный)
- «Стойкость» («Матонат», 2018, Узбекистан)
- «Становление» («Улгайиш», 2019, Узбекистан)